# Belizský dolar
Belizský dolar je zákonné platidlo středoamerického státu Belize. Název dolar má belizská měna společný s měnami několika dalších států, které lze zařadit do skupiny zemí s angloamerickou historií a kulturou. Značka pro dolar je $, ale pro rozlišení od jiných měn se před tento znak dávají písmena BZ (BZ$). ISO 4217 kód belizské měny je BZD. Jedna setina dolaru se nazývá cent. 

## Historie měn používaných na území Belize
Po objevení Ameriky začali středoamerický region prozkoumávat a kolonizovat Španělé, kteří používali španělský monetární systém. Od roku 1665 se na území dnešního Belize začínali prosazovat Britové. V roce 1862 zde zřídili svůj protektorát Britský Honduras. Pro platby se používaly britská libra a americký dolar.
Dolar Britského Hondurasu byl zaveden v roce 1894. Britský Honduras a následně Belize nikdy neprováděly samostatnou měnovou politiku, zdejší měna byla vždy pevně navázána na silnou světovou měnu. V roce 1974 došlo k přejmenování místní měny z dolaru Britského Hondurasu na Belizský dolar.
- 1894–1949 - dolar Britského Hondurasu se směňoval s americkým dolar v pevném kurzu 1:1
- 1950–1978 - pevný směnný kurs mezi britskou librou a zdejším dolarem 1 libra = 4,8 dolaru
- 1978 - dodnes - belizský dolar je pevně navázán na americký dolar v poměru 1 USD = 2 BZD.[2][3]

## Mince a bankovky

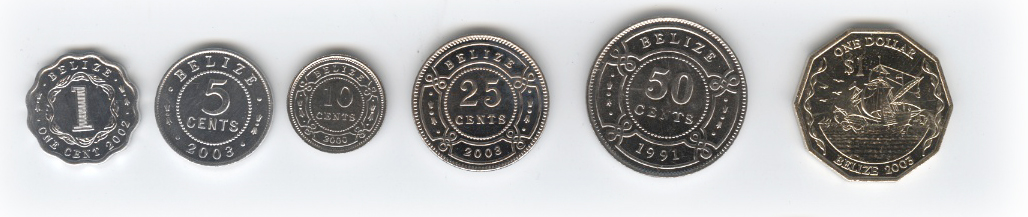
Belizské mince ve všech nominálních hodnotách

Mince jsou raženy v hodnotách 1, 5, 10, 25, 50 centů a 1 dolar. Nominální hodnoty současných bankovek belizského dolaru jsou 2, 5, 10, 20, 50, 100 dolarů.
Belize je členským státem Commonwealth realm a uznává britského panovníka jako nejvyššího představitele státu. Aversní strana všech mincí i bankovek proto nese podobiznu Alžběty II.